# Granducato di Posen
Il Granducato di Posen (in tedesco Großherzogtum Posen) fu una provincia autonoma del Regno di Prussia, esistita dal 1815 al 1848. Il nome fu usato in modo non ufficiale anche in seguito, per denotare il territorio, specialmente dai polacchi. Oggi viene usato dagli storici moderni per descrivere entità politiche diverse esistite fino al 1918. La città capitale era Posen (oggi Poznań, in Polonia).

## Area e popolazione
L'area era di 28.951 km² e conteneva la maggior parte dei territori delle province storiche della Grande Polonia, che comprendeva la parte occidentale del Ducato di Varsavia, il Dipartimento di Posen, quello di Bromberg e parte di quello di Kalisch, che furono ceduti alla Prussia secondo gli accordi del Congresso di Vienna del 1815 con la garanzia internazionale di auto-amministrazione e libero sviluppo della nazione polacca.
Popolazione:
- 776.000 (1815)
- 820.000 (1816)
- 1.350.000 (1849)
- 2.100.000 (1910)

## Amministrazione territoriale
Il monarca del granducato, con il titolo di Granduca di Posen, altri non era che il Re di Prussia, e il suo rappresentante era il governatore del granducato: il primo fu il Principe Antoni Radziwiłł (1815-1831), che aveva sposato la Principessa Luisa di Prussia, cugina del Re. Il governatore doveva dare consigli nelle questioni nazionali e aveva il diritto di veto sulle decisioni amministrative; in realtà, comunque, tutti i poteri amministrativi erano nelle mani del presidente prussiano della provincia.
L'unità amministrativa prussiana che occupava il territorio del gran ducato venne chiamata Provincia del Granducato di Posen negli anni dal 1815-1849, e in seguito più semplicemente Provincia di Posen (in tedesco: Provinz Posen).
Il territorio del gran ducato venne diviso in due distretti governativi (in tedesco: Regierungsbezirk): il Distretto di Posen e il Distretto di Bromberg, che vennero ulteriormente divisi in 26 circondari (in tedesco: Kreis(e)) amministrate da dei "Landräte" ("consigli territoriali"). In seguito queste vennero risuddivise in 40 circondari e 2 circondari urbani. Nel 1824 il granducato ottenne anche un consiglio provinciale (il cui mandato iniziò nel 1827) dotato però di poco potere amministrativo, che si limitava alla fornitura di pareri. Nel 1817, la Terra di Kulmhof venne trasferita alla Prussia Occidentale.

### Suddivisione
Al 9 gennaio 1920, immediatamente prima dello scioglimento, la provincia di Posen era suddivisa come segue:
- distretto governativo di Bromberg[1]
  - circondari urbani di Bromberg e di Schneidemühl
  - circondario rurale di Bromberg
  - circondari di Czarnikau, Filehne, Gnesen, Hohensalza, Kolmar i. Posen, Mogilno, Schubin, Strelno, Wirsitz, Witkowo, Wongrowitz e Żnin
- distretto governativo di Posen[2]
  - circondario urbano di Posen
  - circondari di Adelnau, Birnbaum, Bomst, Fraustadt, Gostyń, Grätz, Jarotschin, Kempen i. Posen, Koschmin, Kosten, Krotoschin, Lissa, Meseritz, Neutomischel, Obornik, Ostrowo, Pleschen, Posen-Ost, Posen-West, Rawitsch, Samter, Schildberg, Schmiegel, Schrimm, Schroda, Schwerin a./Warthe e Wreschen

## Storia

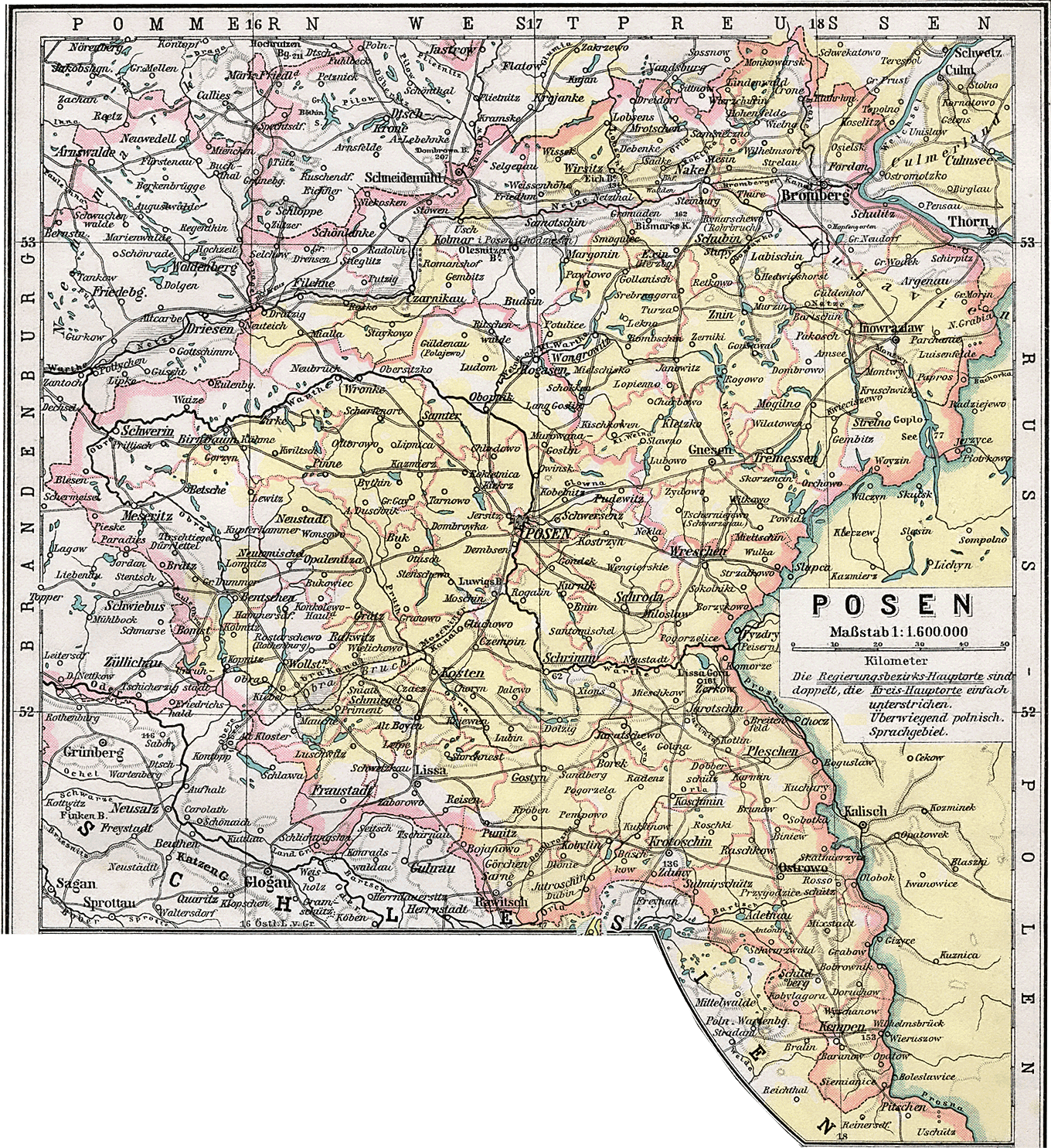
La provincia prussiana di Posen. In giallo le aree di lingua polacca

Fino al 1830 le autorità prussiane furono relativamente tolleranti nei confronti della popolazione polacca, anche se vennero introdotti gli schemi amministrativi prussiani e venne rafforzato il ruolo della lingua tedesca nel sistema educativo.

### La repressione dopo il 1830
La rivolta di novembre del 1830, da parte del Regno del Congresso contro l'Impero russo, fu notevolmente sostenuta dai polacchi del Granducato di Posen, In seguito l'amministrazione prussiana guidata da Edward Flotwell, introdusse un sistema di polizia e repressione contro i polacchi. Egli iniziò ad espellere i polacchi dall'amministrazione, cercò di indebolire la nobiltà polacca comprandone le terre, e dopo il 1832 il ruolo della lingua polacca nell'istruzione venne notevolmente ridotto.

### Dopo il 1840
- Grande rivolta polacca del 1846 - parte della rivolta delle tre spartizioni
- Grande rivolta polacca del 1848 - parte della Primavera dei popoli

### L'autonomia abolita nel 1848
Durante le rivoluzioni del 1848 il Parlamento di Francoforte tentò di dividere il Ducato in due parti: la Provincia di Posen, che sarebbe stata data ai tedeschi e annessa all'appena creato Impero tedesco, e la Provincia di Gnesen, che sarebbe stata data ai polacchi e tenuta al di fuori della Germania, ma a causa della protesta dei parlamentari polacchi questi piani fallirono e l'integrità del ducato venne preservata. Comunque, il 9 febbraio 1849, dopo una serie di assicurazioni non rispettate, l'amministrazione prussiana ribattezzò il ducato in Provincia di Posen (Provinz Posen). La linea che divideva le due parti proposte venne ignorata. Il Granducato di Posen rimase comunque un possedimento titolare della dinastia Hohenzollern e il nome rimase ufficiosamente in uso fino al 1918.

### Kulturkampf
Negli anni 1880 il cancelliere Otto von Bismarck diede il via a delle politiche di germanizzazione, come l'incremento delle forze di polizia, una commissione per la colonizzazione, la Società tedesca per i Confini Orientali (Hakata), e la Kulturkampf. Nel 1904 venne approvata una legislazione speciale contro la popolazione polacca. La legislazione del 1908 permetteva la confisca delle terre di proprietà polacca. Le autorità prussiane non permisero lo sviluppo delle industrie, così che l'economia del ducato rimase dominata dall'agricoltura di alto livello.

### L'annessione alla Polonia 1918-1919
Dopo la prima guerra mondiale il destino del Granducato era incerto. I polacchi richiedevano che questa regione storicamente polacca venisse inclusa nella da poco indipendente Seconda Repubblica di Polonia, mentre i tedeschi rifiutarono qualsiasi concessione territoriale. La grande rivolta polacca che scoppiò il 27 dicembre 1918, il giorno dopo il discorso di Ignacy Jan Paderewski, permise alla regione di essere liberata dall'occupazione tedesca. Il Trattato di Versailles stabilì che gran parte del territorio del granducato sarebbe stato incluso nella Polonia.